# Boris Born

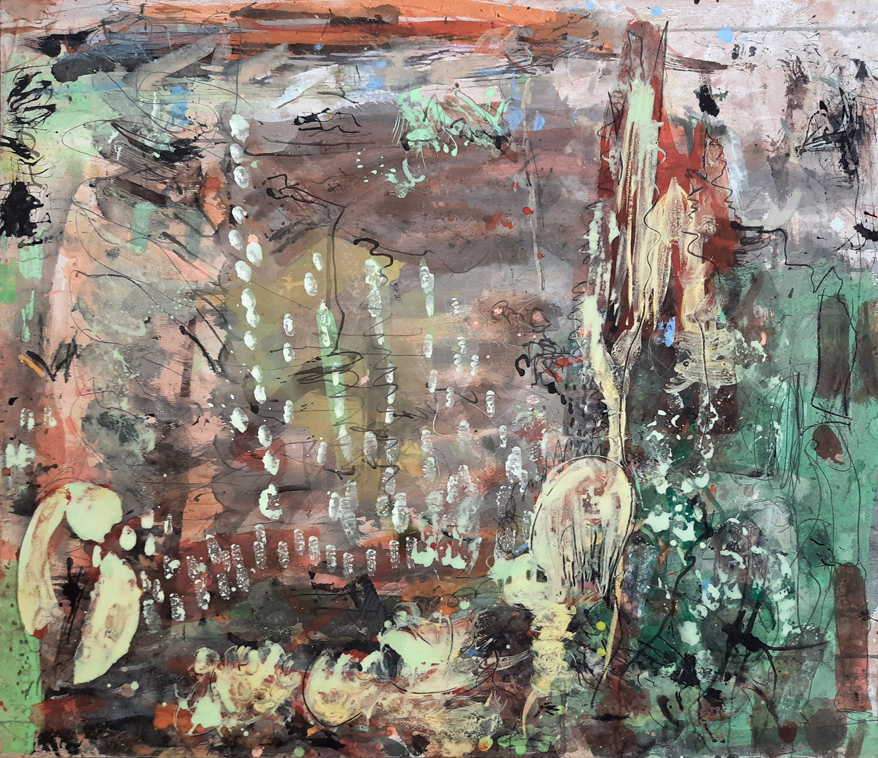

Boris Born (* 1960) ist ein deutscher abstrakter Maler. Er lebt in London.

## Leben und Werk
Boris Born begann seine künstlerische Laufbahn in den frühen 1980er Jahren in Hannover. Von 1978 bis 1982 arbeitete er als Assistent und Schüler im Atelier von Leiv Warren Donnan. Nach seinem MA in Philosophie und Germanistik an der Freien Universität Berlin im Jahr 1988 konzentrierte er sich hauptsächlich auf seine Kunst.
Boris Born ist ein abstrakter Maler im weitesten Sinne. Er arbeitet meist in Serien, die einem bestimmten Thema nachgehen. Im Malprozess verwendet er oft surrealistische oder automatische Techniken wie Frottage, Collage, Décalcomanie, Grattage oder Stempeltechniken. Beliebte Materialien sind Lack, Asche, Sand, Stoff, Pigment, Pastell, chinesische Tusche, Emulsion und Acryl auf einer Vielzahl von Untergründen wie Holz, Filz, Dachschiefer, Reispapier oder konventionellen Leinwänden. Die Bilder sind oft „semi-abstrakt“, d. h., sie haben einen organischen, dystopischen oder planetaren Ductus (Gegenstandsbezug).
Born lebt und arbeitet in London.

## Ausstellungen

### Einzelausstellungen (Auswahl)
- 2017 'Pictures from Alleland’, Stone Space Gallery, London[1]
- 2014 ‘Paintables’, Stone Space Gallery, London[2]
- 2013 ‘Unblind Ambitions’, Curated by Tara Aghdashloo, The Invisible Line (TIL) Gallery, London[3]
- 2010 ‚The Schnellzeit Project‘ Oxford House Gallery, London[4]
- 2005–10 ‘Moons of Saturn’, Bishopsgate Institute, Great Hall (2005–2010), Corridor (2005 & 2007), Foyer (2005 & 2006)[5]
- 2003 Rivington Gallery, London
- 2002 Ars Nova Galerie, Berlin[6]
- 2000 Rivington Gallery, London
- 1999 Hanging Space Gallery, London
- 1998 Möller Galerie, Warnemünde
- 1997 Pfefferberg Galerie, Berlin
- 1996 Speicher Nr.1 Galerie, Waren (Müritz)
- 1995 Aufzeit Galerie, Berlin
- 1994 Expo 88 Gallery, Moscow
- 1991    LightBand Galerie, Berlin
- 1990    Das Dasein an sich Galerie, Dortmund

### Gruppenausstellungen (Auswahl)
- 2020    Southwark Park Galleries 36th Annual Open
- 2019    Barbican Arts Trust, ArtWorks Open, selected by Emma Talbot and Alex Schady[7]
- 2014     GRÜN…GRÜN…GRÜN, Friendly Society Galerie, Berlin
- 2013    'The Discerning Eye' Exhibition 2013, Mall Galleries, London[8]
- 2006 Künstler der Galerie, Galerie Friendly Society, Berlin[9]
- 2005 'Horizonte', Friendly Society Galerie, Berlin
- 2004 'Kunst im Quadrat', Friendly Society Galerie, Berlin
- 2002  Funkhaus MDR, Magdeburg (Ars Nova Galerie, Berlin)
- 2000 ‚Zwischenstation', City Carré, Magdeburg
- 1999  Grand Machè, Deichtorhallen, Hamburg (Ars Nova Galerie, Berlin)
- 1997 Kunstmarkt Dresden (Pommersfelde Galerie, Berlin)
- 1996  KUNST STATT WERBUNG, Underground Gallery, U2 Alexanderplatz, Berlin[10]
- 1994  Dom Twortschestwa, (Russian Artist’s Group), Tschiljuskinskaja, Russia
- 1993 Kulturraum Rathaus, Rathaus Schöneberg, Berlin
- 1990 Künstlergruppe 'Der Riss', Kunstverein Lichtenberg,